# Grammy Awards 2001
Die 43. Verleihung der Grammy Awards fand Mittwoch, den 21. Februar 2001, statt und ehrte die musikalischen Erfolge des Vorjahres. Die Stars der Veranstaltung waren Steely Dan, deren Rückkehr in die vorderste Reihe der Musiker mit vier Grammys belohnt wurde.
Bei den Grammy Awards 2001 gab es 100 Grammy-Kategorien in 28 Feldern sowie fünf Ehren-Grammys für das Lebenswerk:

## Hauptkategorien
Single des Jahres (Record of the Year):
- Beautiful Day von U2

Album des Jahres (Album of the Year):
- Two Against Nature von Steely Dan

Song des Jahres (Song of the Year):
- Beautiful Day von U2

Bester neuer Künstler (Best New Artist):
- Shelby Lynne

## Arbeit hinter dem Mischpult
Produzent des Jahres, ohne klassische Musik (Producer Of The Year, Non-Classical):
- Dr. Dre

Produzent des Jahres, klassische Musik (Producer Of The Year, Classical):
- Steven Epstein

Beste Abmischung eines Albums, ohne klassische Musik (Best Engineered Album, Non-Classical):
- Two Against Nature von Steely Dan

Beste Abmischung eines Albums, klassische Musik (Best Engineered Album, Classical):
- Dvořák: Requiem op. 89; Sinfonie Nr. 9 op. 95 Aus der neuen Welt vom New Jersey Symphony Orchestra unter Leitung von Zdenek Mácal

Remixer des Jahres, ohne klassische Musik (Remixer Of The Year, Non-Classical):
- Hex Hector

## Pop
Beste weibliche Gesangsdarbietung – Pop (Best Female Pop Vocal Performance):
- I Try von Macy Gray

Beste männliche Gesangsdarbietung – Pop (Best Male Pop Vocal Performance):
- She Walks This Earth (Soberana Rosa) von Sting

Beste Darbietung eines Duos oder einer Gruppe mit Gesang – Pop (Best Pop Performance By A Duo Or Group With Vocals):
- Cousin Dupree von Steely Dan

Beste Zusammenarbeit mit Gesang – Pop (Best Pop Collaboration With Vocals):
- Is You Is, Or Is You Ain't (My Baby) von B. B. King & Dr. John

Beste Instrumentaldarbietung – Pop (Best Pop Instrumental Performance):
- Caravan vom Brian Setzer Orchestra

Bestes Instrumentalalbum – Pop (Best Pop Instrumental Album):
- Symphony No. 1 von Joe Jackson

Bestes Gesangsalbum – Pop (Best Pop Vocal Album):
- Two Against Nature von Steely Dan

Beste Dance-Aufnahme (Best Dance Recording):
- Who Let the Dogs Out von den Baha Men

## Traditioneller Pop
Bestes Gesangsalbum – Traditioneller Pop (Best Traditional Pop Vocal Album):
- Both Sides Now von Joni Mitchell

## Rock
Beste weibliche Gesangsdarbietung – Rock (Best Female Rock Vocal Performance):
- There Goes The Neighborhood von Sheryl Crow

Beste männliche Gesangsdarbietung – Rock (Best Male Rock Vocal Performance):
- Again von Lenny Kravitz

Beste Darbietung eines Duos oder einer Gruppe mit Gesang – Rock (Best Rock Performance By A Duo Or Group With Vocals):
- Beautiful Day von U2

Beste Hard-Rock-Darbietung (Best Hard Rock Performance):
- Guerilla Radio von Rage Against the Machine

Beste Metal-Darbietung (Best Metal Performance):
- Elite von den Deftones

Beste Darbietung eines Rockinstrumentals (Best Rock Instrumental Performance):
- The Call Of Ktulu von Metallica & das San Francisco Symphony Orchestra

Bester Rocksong (Best Rock Song):
- With Arms Wide Open von Creed

Bestes Rock-Album (Best Rock Album):
- There Is Nothing Left to Lose von den Foo Fighters

## Alternative
Bestes Alternative-Album (Best Alternative Music Album):
- Kid A von Radiohead

## Rhythm & Blues
Beste weibliche Gesangsdarbietung – R&B (Best Female R&B Vocal Performance):
- He Wasn't Man Enough von Toni Braxton

Beste männliche Gesangsdarbietung – R&B (Best Male R&B Vocal Performance):
- Untitled (How Does It Feel) von D’Angelo

Beste Darbietung eines Duos oder einer Gruppe mit Gesang – R&B (Best R&B Performance By A Duo Or Group With Vocals):
- Say My Name von Destiny’s Child

Beste Gesangsdarbietung – Traditioneller R&B (Best Traditional R&B Vocal Performance):
- Ear-Resistible von den Temptations

Bester R&B-Song (Best R&B Song):
- Say My Name von Destiny’s Child (Autoren: La Shawn Daniels, Fred Jerkins III, Rodney Jerkins, Beyoncé Knowles, LeToya Luckett, LaTavia Roberson, Kelendria Rowland)

Bestes R&B-Album (Best R&B Album):
- Voodoo von D’Angelo

## Rap
Beste Solodarbietung – Rap (Best Rap Solo Performance):
- The Real Slim Shady von Eminem

Beste Darbietung eines Duos oder einer Gruppe – Rap (Best Rap Performance By A Duo Or Group):
- Forgot About Dre von Dr. Dre & Eminem

Bestes Rap-Album (Best Rap Album):
- The Marshall Mathers LP von Eminem

## Country
Beste weibliche Gesangsdarbietung – Country (Best Female Country Vocal Performance):
- Breathe von Faith Hill

Beste männliche Gesangsdarbietung – Country (Best Male Country Vocal Performance):
- Solitary Man von Johnny Cash

Beste Countrydarbietung eines Duos oder einer Gruppe (Best Country Performance By A Duo Or Group With Vocal):
- Cherokee Maiden von Asleep At The Wheel

Beste Zusammenarbeit mit Gesang – Country (Best Country Collaboration With Vocals):
- Let's Make Love von Faith Hill & Tim McGraw

Bestes Darbietung eines Countryinstrumentals (Best Country Instrumental Performance):
- Leaving Cottondale von Alison Brown & Béla Fleck

Bester Countrysong (Best Country Song):
- I Hope You Dance von Lee Ann Womack (Autoren: Mark D. Sanders, Tia Sillers)

Bestes Countryalbum (Best Country Album):
- Breathe von Faith Hill

Bestes Bluegrass-Album (Best Bluegrass Album):
- The Grass Is Blue von Dolly Parton

## New Age
Bestes New-Age-Album (Best New Age Album):
- Thinking Of You von Kitarō

## Jazz
Bestes zeitgenössisches Jazzalbum (Best Contemporary Jazz Album):
- Outbound von Béla Fleck and the Flecktones

Bestes Jazz-Gesangsalbum (Best Jazz Vocal Album):
- In The Moment – Live In Concert von Dianne Reeves

Bestes Jazz-Instrumentalsolo (Best Jazz Instrumental Solo):
- (Go) Get It von Pat Metheny

Bestes Jazz-Instrumentalalbum, Einzelkünstler oder Gruppe (Best Jazz Instrumental Album, Individual or Group):
- Contemporary Jazz des Branford Marsalis Quartets

Bestes Album eines Jazz-Großensembles (Best Large Jazz Ensemble Album):
- 52nd Street Themes von Joe Lovano

Bestes Latin-Jazz-Album (Best Latin Jazz Album):
- Live At The Village Vanguard von Chucho Valdés

## Gospel
Bestes Rock-Gospel-Album (Best Rock Gospel Album):
- Double Take von Petra

Bestes zeitgenössisches / Pop-Gospelalbum (Best Pop / Contemporary Gospel Album):
- If I Left The Zoo von den Jars Of Clay

Bestes Southern-, Country- oder Bluegrass-Gospelalbum (Best Southern, Country, or Bluegrass Gospel Album):
- Soldier Of The Cross von Kentucky Thunder

Bestes traditionelles Soul-Gospelalbum (Best Traditional Soul Gospel Album):
- You Can Make It von Shirley Caesar

Bestes zeitgenössisches Soul-Gospelalbum (Best Contemporary Soul Gospel Album):
- Thankful von Mary Mary

Bestes Gospelchor-Album (Best Gospel Choir Or Chorus Album):
- Live – God Is Working des Brooklyn Tabernacle Choir

## Latin
Bestes Latin-Pop-Album (Best Latin Pop Album):
- Shakira – MTV Unplugged von Shakira

Bestes Latin-Rock-/Alternative-Album (Best Latin Rock / Alternative Album):
- Uno von La Ley

Bestes traditionelles Tropical-Latinalbum (Best Traditional Tropical Latin Album):
- Alma caribeña von Gloria Estefan

Bestes Salsa-Album (Best Salsa Album):
- Masterpiece / Obra maestra von Eddie Palmieri & Tito Puente

Bestes Merengue-Album (Best Merengue Album):
- Olga viva, viva Olga von Olga Tañón

Bestes mexikanisches / mexikanisch-amerikanisches Album (Best Mexican / Mexican-American Album):
- Por una mujer bonita von Pepe Aguilar

Bestes Tejano-Album (Best Tejano Album):
- ¿Qué es música tejana? von den Legends

## Blues
Bestes traditionelles Blues-Album (Best Traditional Blues Album):
- Riding with the King  von Eric Clapton & B. B. King

Bestes zeitgenössisches Blues-Album (Best Contemporary Blues Album):
- Shoutin' In Key von Taj Mahal & The Phantom Blues Band

## Folk
Bestes traditionelles Folkalbum (Best Traditional Folk Album):
- Public Domain – Songs From The Wild Land von Dave Alvin

Bestes zeitgenössisches Folkalbum (Best Contemporary Folk Album):
- Red Dirt Girl von Emmylou Harris

Bestes Album mit indigener Musik (Best Native American Music Album):
- Gathering Of Nations Pow Wow von verschiedenen Interpreten

## Reggae
Bestes Reggae-Album (Best Reggae Album):
- Art And Life von Beenie Man

## Weltmusik
Bestes Weltmusikalbum (Best World Music Album):
- João voz e violão von João Gilberto

## Polka
Bestes Polka Album (Best Polka Album):
- Touched By A Polka von Jimmy Sturr

## Für Kinder
Bestes Musikalbum für Kinder (Best Musical Album For Children):
- Woody's Roundup featuring Riders In The Sky von den Riders in the Sky

Bestes gesprochenes Album für Kinder (Best Spoken Word Album For Children):
- Harry Potter and the Goblet of Fire von Jim Dale

## Sprache
Bestes gesprochenes Album (Best Spoken Word Album):
- The Measure of a Man von Sidney Poitier

Bestes Comedyalbum (Best Spoken Comedy Album):
- Braindroppings von George Carlin

## Musical Show
Bestes Musical-Show-Album (Best Musical Show Album):
- Elton John And Tim Rice's Aida der originalen Broadway-Darsteller (Musik: Elton John; Text: Tim Rice)

## Film / Fernsehen / visuelle Medien
Bestes zusammengestelltes Soundtrackalbum für Film, Fernsehen oder visuelle Medien (Best Compilation Soundtrack Album For Motion Picture, Television Or Other Visual Media):
- Almost Famous – Fast berühmt von verschiedenen Interpreten

## Komposition / Arrangement
Beste Instrumentalkomposition (Best Instrumental Composition):
- Theme From Angela's Ashes, Komponist John Williams

Bester Song geschrieben für Film, Fernsehen oder visuelle Medien (Best Song Written For Motion Picture, Television Or Other Visual Media):
- When She Loved Me (aus Toy Story 2) von Sarah McLachlan, Autor Randy Newman

Bestes komponiertes Soundtrackalbum für Film, Fernsehen oder visuelle Medien (Best Score Soundtrack Album For Motion Picture, Television Or Other Visual Media):
- American Beauty, Komponist Thomas Newman

Bestes Instrumentalarrangement (Best Instrumental Arrangement):
- Spain For Sextet & Orchestra, Arrangeur Chick Corea

Bestes Instrumentalarrangement mit Gesangsbegleitung (Best Instrumental Arrangement Accompanying Vocalist(s)):
- Both Sides Now von Joni Mitchell, Arrangeur: Vince Mendoza

## Packages und Album-Begleittexte
Bestes Aufnahme-Paket (Best Recording Package):
- Music von Madonna

Bestes Aufnahme-Paket als Box (Best Boxed Recording Package):
- The Complete Columbia Recordings 1955–1961 von Miles Davis & John Coltrane

Bester Album-Begleittext (Best Album Notes):
- The Complete Columbia Recordings 1955–1961 von Miles Davis & John Coltrane, Verfasser Bob Blumenthal

## Historische Aufnahmen
Bestes historisches Album (Best Historical Album):
- The Complete Hot Five and Hot Seven Recordings von Louis Armstrong

## Klassische Musik
Bestes Klassik-Album (Best Classical Album):
- Schostakowitsch: Die Streichquartette des Emerson String Quartets

Beste Orchesterdarbietung (Best Orchestral Performance):
- Mahler: Symphonie Nr. 10 von den Berliner Philharmonikern unter Leitung von Sir Simon Rattle

Beste Opernaufnahme (Best Opera Recording):
- Busoni: Doktor Faust von Ian Bostridge, Anne Sofie von Otter, Bryn Terfel, Deborah York (Solisten), dem Monteverdi Choir und das London Symphony Orchestra unter Leitung von John Eliot Gardiner

Beste Chordarbietung (Best Choral Performance):
- Helmuth Rilling für die Einspielung von Krzysztof Pendereckis: Credo

Beste Soloinstrument-Darbietung mit Orchester (Best Instrumental Soloist(s) Performance with Orchestra):
- Maw: Violin Concerto von Joshua Bell und dem London Philharmonic Orchestra unter Leitung von Roger Norrington

Beste Soloinstrument-Darbietung ohne Orchester (Best Instrumental Soloist(s) Performance without Orchestra):
- Dreams of a World (Werke von Lauro, Ruiz-Pipò, Duarte, Etc.) von Sharon Isbin

Beste Kammermusik-Darbietung (Best Chamber Music Performance):
- Schostakowitsch: Die Streichquartette vom Emerson String Quartet

Grammy Award for Best small Ensemble Performance|Beste Darbietung eines Kleinensembles (Best Small Ensemble Performance):
- Shadow Dances (Strawinsky Miniatures - Tango; Suite No. 1; Octet, etc.) vom Orpheus Chamber Orchestra

Beste klassische Gesangsdarbietung (Best Classical Vocal Performance):
- The Vivaldi Album (Dell’aura al sussurrar; Alma oppressa, etc.) von Cecilia Bartoli

Beste zeitgenössische klassische Komposition (Best Classical Contemporary Composition):
- Crumb: Star-Child von Susan Narucki (Sopran) und Thomas Conlin (Dirigent)

Bestes klassisches Crossover-Album (Best Classical Crossover Album):
- Appalachian Journey von Yo-Yo Ma, Edgar Meyer und Mark O’Connor

## Musikvideo
Bestes Musik-Kurzvideo (Best Short Form Music Video):
- Learn To Fly von den Foo Fighters

Bestes Musik-Langvideo (Best Long Form Music Video):
- Gimme Some Truth – The Making Of John Lennon's Imagine Album von John Lennon

## Special Merit Awards

### Grammy Lifetime Achievement Award
- Beach Boys
- Tony Bennett
- Sammy Davis Jr.
- Bob Marley
- The Who

Trustees Award
- Arif Mardin
- Phil Ramone